# フェノキシベンザミン
フェノキシベンザミン（phenoxybenzamine）とはアドレナリン作動性効果遮断薬の1つ。脂溶性の高い薬物である。α受容体のアルキル化により非可逆的に結合し、作動薬を非競合的に遮断する。α1受容体とα2受容体の選択性がなく、α2受容体遮断によって交感神経系からのノルアドレナリン放出を増加させ、頻脈を引き起こすため、臨床的な応用は少ない。適応症はクロム親和性細胞由来の高血圧、良性前立腺肥大など。

## 立体異性体
フェノキシベンザミンは立体中心を含んでいるので、2つの[エナンチオマー]、（「  '） - 型および（「'  '）型がある。 すべての市販製剤は、薬物をラセミ体として含む。
| フェノキシベンザミンのエナンチオマー | フェノキシベンザミンのエナンチオマー |
| ------------------------------------ | ------------------------------------ |
| CAS-Nummer: 71799-91-2               | CAS-Nummer: 71799-90-1               |